# Déserteurs de l’Armée rouge pendant la Seconde Guerre mondiale
Les déserteurs de l'Armée Rouge pendant la Seconde Guerre mondiale sont des soldats soviétiques qui ont abandonné leur poste pendant le conflit.
Le phénomène, important bien qu'il soit difficile à quantifier, a été réprimé avec une extrême dureté par les autorités de l'URSS.

## Contexte
Lors de la création du Comité d'État à la Défense, le GKO, le 30 juin 1940, un de ses cinq membres, Béria, est chargé de la lutte contre la désertion, l’URSS étant le seul pays en guerre où un portefeuille lui est attribué ce qui montre les inquiétudes du pouvoir stalinien.
Au cours des jours qui suivent l’invasion, des millions de tracts sont déversés par l’aviation allemande sur les lignes soviétiques incitant à la désertion en évoquant avec vulgarité une vie pleine de vin, de femmes, de chansons et échappant aux commissaires juifs.

## Histoire
On ignore l'effet  de la propagande allemande mais on comptait 450 000 désertions de juin à décembre 1941 durant l'opération Barbarossa, en majorité des soldats dont l'unité s'était disloquée et se retrouvant derrière les lignes ennemies. Les commissaires politiques avaient l'ordre de tirer à vue sur tout soldat n'obéissant pas aux ordres ou reculant devant l'ennemi.
Les soldats des pays baltes enrôlés dans l'Armée rouge désertent massivement à l’arrivée de la Wehrmacht en juillet 1941 dans leur pays. Environ 1,3 million de déserteurs furent arrêtés (soit 4 % des mobilisés) de début 1942 à la fin de la guerre mais on ignore leurs motivations et les circonstances de leur désertion. Par ailleurs, on estime à 1,5 million le nombre de réfractaires (5 % des mobilisés), en proportion plus élevée dans les régions périphériques mal contrôlées par le pouvoir (Tchétchénie, Ingouchie, Dagestan, quelques districts d’Asie centrale). Un tiers d’entre eux furent interpellés et versés dans les bataillons disciplinaires.
Les déserteurs subissaient le sort commun des prisonniers, voués dans leur majorité à la mort par famine dans des camps à ciel ouvert sans approvisionnement.

Cette égalité de traitement est finalement apparue contreproductive par les autorités allemandes : 

« Le déserteur a été frappé et on l’a laissé mourir de faim comme la multitude des autres prisonniers. Une des conséquences patentes de ce traitement politiquement et militairement dénué de sens a été, non seulement d’affaiblir la volonté de déserter, mais encore d’engendrer chez les soldats ennemis une peur panique de tomber entre les mains des Allemands »

— Rosenberg
Aussi, en avril 1943 un décret ordonne la séparation des déserteurs et leur traitement avec une correction particulière. Ce décret est resté sans effet durable. Staline considérait l’ensemble des prisonniers comme des déserteurs alors même que la plupart avaient été pris dans des manœuvres d'encerclement de la Wehrmacht. Certains prisonniers évadés et revenus à l’arrière des lignes soviétiques furent même jugés comme déserteurs. La plupart des prisonniers de guerre soviétiques libérés après la guerre, sont interrogés d'avril 1945 à février 1946 dans 150 camps de filtrations. 18 % des ex-prisonniers sont autorisés à rentrer chez eux, 43 % versés dans l’armée ou affectés à des tâches de reconstruction pour 3 ans, 23 % affectés pour 5 ans à des bataillons de reconstruction au régime particulièrement dur équivalent au travail forcé dans les camps, 250 000 condamnés à une peine de camp ou de relégation, 42 000 condamnés à mort, non compris les exécutions sommaires.